# Breguet Taon
O Breguet 1001 Taon é um protótipo de caça desenvolvido pela Breguet.

## Especificações (Br.1001Taon)
Dados de: The Illustrated Encyclopedia of Aircraft.
Descrições gerais
- Tripulação: 1
- Comprimento: 11,68 m (38 ft)
- Envergadura: 6,8 m (22 ft)
- Altura: 3,7 m (12 ft)
- Área alar: 14,7 m² (158 ft²)
- Peso bruto (carregado): 5 000 kg (11 000 lb)

Motorização
- Número de motores: 1x
- Tipo do motor: Turbojato
- Fabricante/modelo: Bristol Siddeley Orpheus B.Or.3
- Empuxo por motor: 2 198 kgf (4 850 lbf) (21.6 kN)

Performance
- Velocidade máxima: 1 194 km/h (742 mph)
- Velocidade total em Mach: 0.97 Ma
- Velocidade total em Nó: 644,5 kn (1 190 km/h)

Armamentos
- Metralhadoras/canhões: Proposto 4x canhões Browning M1919 de 12,7 mm (0,50 in)